# Изола-дель-Пьяно
Изола-дель-Пьяно (итал. Isola del Piano) — коммуна в Италии, располагается в регионе Марке, в провинции Пезаро-э-Урбино.
Население составляет 668 человек (2008 г.), плотность населения составляет 29 чел./км². Занимает площадь 23 км². Почтовый индекс — 61030. Телефонный код — 0721.
Покровителем коммуны почитается святой Христофор, празднование 25 июля.

## Демография
Динамика населения:

## Администрация коммуны
- Официальный сайт: http://www.comune.isola-del-piano.ps.it/ Архивная копия от 21 апреля 2011 на Wayback Machine